# Marco Antônio Palas
Marco Antonio Palas (em latim: Marcus Antonius Pallas; 1–63 (62 anos)) foi um proeminente liberto grego e secretário durante o reinado dos Imperadores Romanos, Cláudio e Nero. Seu irmão mais novo foi Marcus Antônio Félix, um procurador de Província de Iudaea. De acordo com Tácito, Pallas e Felix descendiam de reis gregos da Arcadia.

## Carreira
Pallas foi originalmente um escravo de Antonia Menor, filha de Marco Antônio e sobrinha do Imperador Augusto. Pallas tomou o nome dela quando liberto. Josefo menciona-o como escravo enviado por Antonia para entregar a prova sobre o assassinato do seu filho Druso Júlio César por Sejano ao imperador Tibério. Antonia provavelmente alforriou Pallas entre os anos de 31 a 37, logo que ele passou a idade mínima para a liberdade. Ele é listado como proprietário de terra no Egito durante esse período, possivelmente como recompensa por sua servidão. Quando Antonia morreu em 37 tornou-se cliente de seu filho, Cláudio, como a tradição mandava na ocasião da morte de um antigo mestre e patrono.
Como liberto, Pallas galgou altos postos no governo imperial. Desde o início do reinado de Cláudio, o senado era abertamente hostil a ele, o que o obrigou a centralizar poderes. A manutenção diária do império era tarefa demais para um homem, então Cláudio dividia suas responsabilidades entre seus libertos de confiança. Pallas era secretário do tesouro. Ele atuou nesse trabalho com tanta eficiência que Cornelius Scipio propôs perante o Senado, que ele fosse recompensado. A posição aparentemente permitiu Pallas recompensar-se bem, uma vez que ele mais tarde é listado como um dos homens mais ricos do tempo por Plínio, o velho. Os historiadores não admitem que ele tenha desviado diretamente da conta imperial, e a sua riqueza pode ter vindo de sua própria perspicácia financeira aliada a uma influente posição na corte. 
Na segunda metade do reinado de Cláudio, Pallas optou por apoiar Agripina a menor, como uma nova imperatriz após a queda da Imperatriz Messalina. Tácito nota sua intenção de reunir as famílias Juliano e Claudiana através do casamento e evitar que um futuro marido de Agripina de reclamar o trono. Mas os antigos autores também afirmam que o real motivo de sua escolha foi a de que Pallas e Agripina eram amantes. Historiadores modernos sugerem que a sua relação era estritamente de negócios, e eles ajudaram uns aos outros com objetivos comuns. A influência de Pallas sobre Agripina era real e se tornou bem conhecida, mas ele continuou a aconselhar Cláudio em assuntos de estado. Ele foi a fonte de uma lei que determinava que uma mulher livre que se casasse com um escravo poderia permanecer livre se o mestre assim aprovasse.
De acordo com Tácito, Tibério Cláudio Narciso, outro poderoso liberto na corte, tinha a esperança de denegrir Agripina, revelando seu suposto caso com Pallas, o que também prejudicaria a posição de seu filho, Nero. Narciso aliou-se com o Britânico, o principal rival de Nero e concorrente para a sucessão. Quando o Nero sucedeu a Cláudio, Narciso foi preso e executado. Pallas manteve a sua posição na tesouraria por um tempo. Acredita-se que ele tenha ajudado a Agripina em assassinar Cláudio, pois tinha certeza de que sua futura segurança. Esta segurança não durou muito tempo. Em 55, o Nero demitiu Pallas de serviço, cansado de ter que lidar com os aliados de Agripina. Ele ainda acusou Pallas de conspirar para derrubá-lo e colocar Fausto Sula, o marido de Claudia Antonia, no trono. Sêneca, que era influente na corte, veio na defesa de Pallas no julgamento e ele saiu absolvido. Pallas não aplacou a ira de Nero para sempre, e foi morto em 63 - possivelmente para aceder à sua grande fortuna, parte sua por direito, como patrono oficial de Pallas. Algum dinheiro deve ter ido para a família de Pallas, uma vez que um descendente seu tornou-se cônsul em 167.